# Tipula (Dendrotipula) curvicauda
Tipula (Dendrotipula) curvicauda is een tweevleugelige uit de familie langpootmuggen (Tipulidae). De soort komt voor in het Palearctisch gebied.